# Tomás Adoryán
Tomás Alexander Adoryán (en armenio: Թոմաս Ալեքսանդր Ադորյան; San Pedro, Misiones, 22 de septiembre de 2001) es un futbolista argentino, nacionalizado armenio, que juega en la demarcación  de centrocampista para el Banfield de la Primera División de Argentina.Es internacional absoluto con la selección de fútbol de Armenia desde 2025.

## Trayectoria
Adoryán entró a los cadetes del Club Atlético Banfield a los 20 años. Fue promovido al primer equipo en 2021.
En 2023 fue cedido a Rampla Juniors de Liga AUF Uruguaya hasta 2024.

## Selección nacional
En mayo de 2025, recibió su primera convocatoria con la selección nacional de Armenia para disputar un amistoso contra Kosovo y Montenegro.
El 6 de junio de 2025 hizo su debut con la selección de Armenia en un amistoso frente a Kosovo en el que perdieron por cinco a dos.

## Clubes
| Club                    | País      | Año           |
| ----------------------- | --------- | ------------- |
| Banfield                | Argentina | 2023-presente |
| Rampla Juniors (cedido) | Uruguay   | 2023-2024     |